# Posttaygetis penelea
Posttaygetis penelea är en fjärilsart som beskrevs av Pieter Cramer 1779. Posttaygetis penelea ingår i släktet Posttaygetis och familjen praktfjärilar. Inga underarter finns listade i Catalogue of Life.

## Bildgalleri

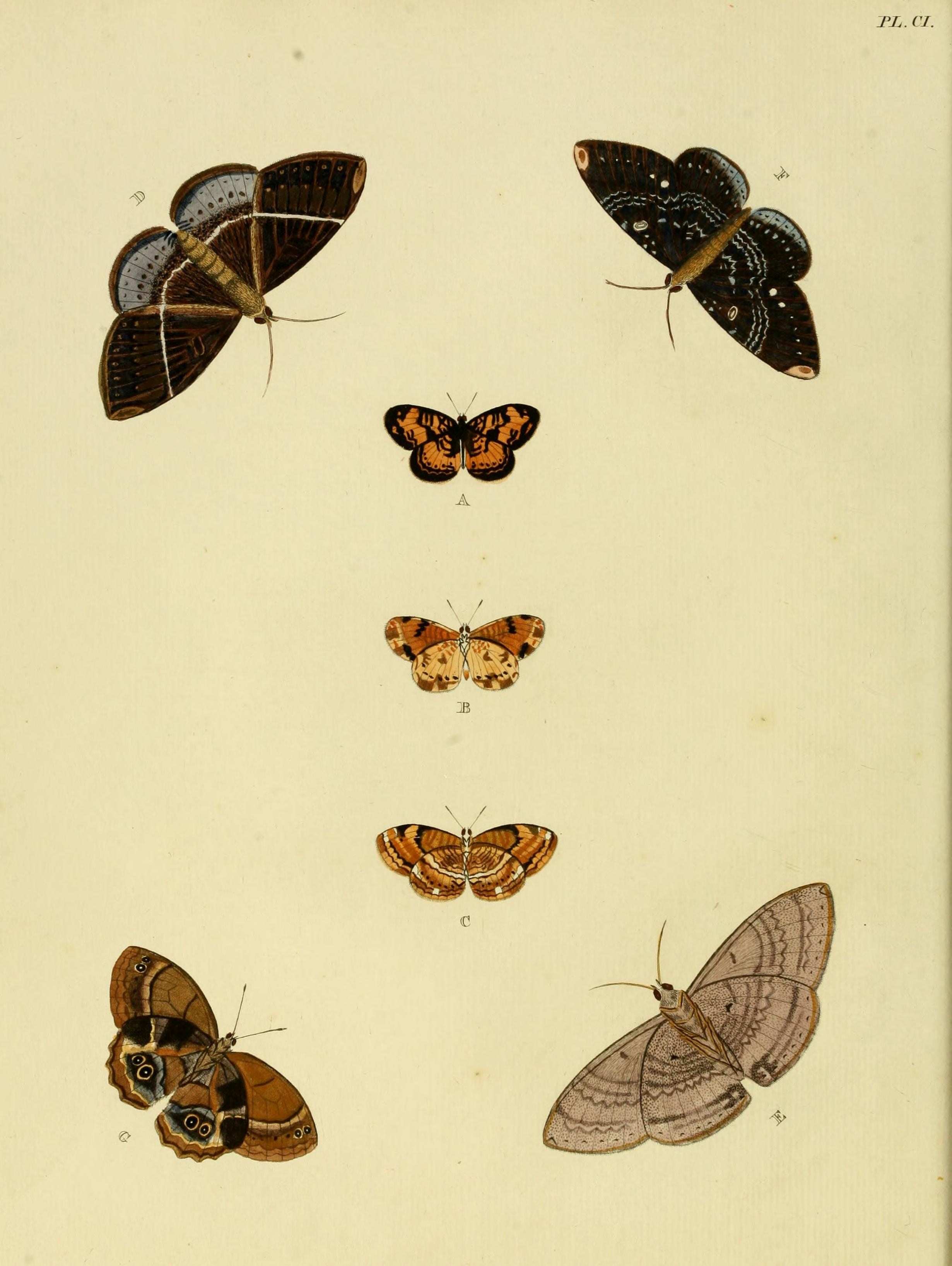
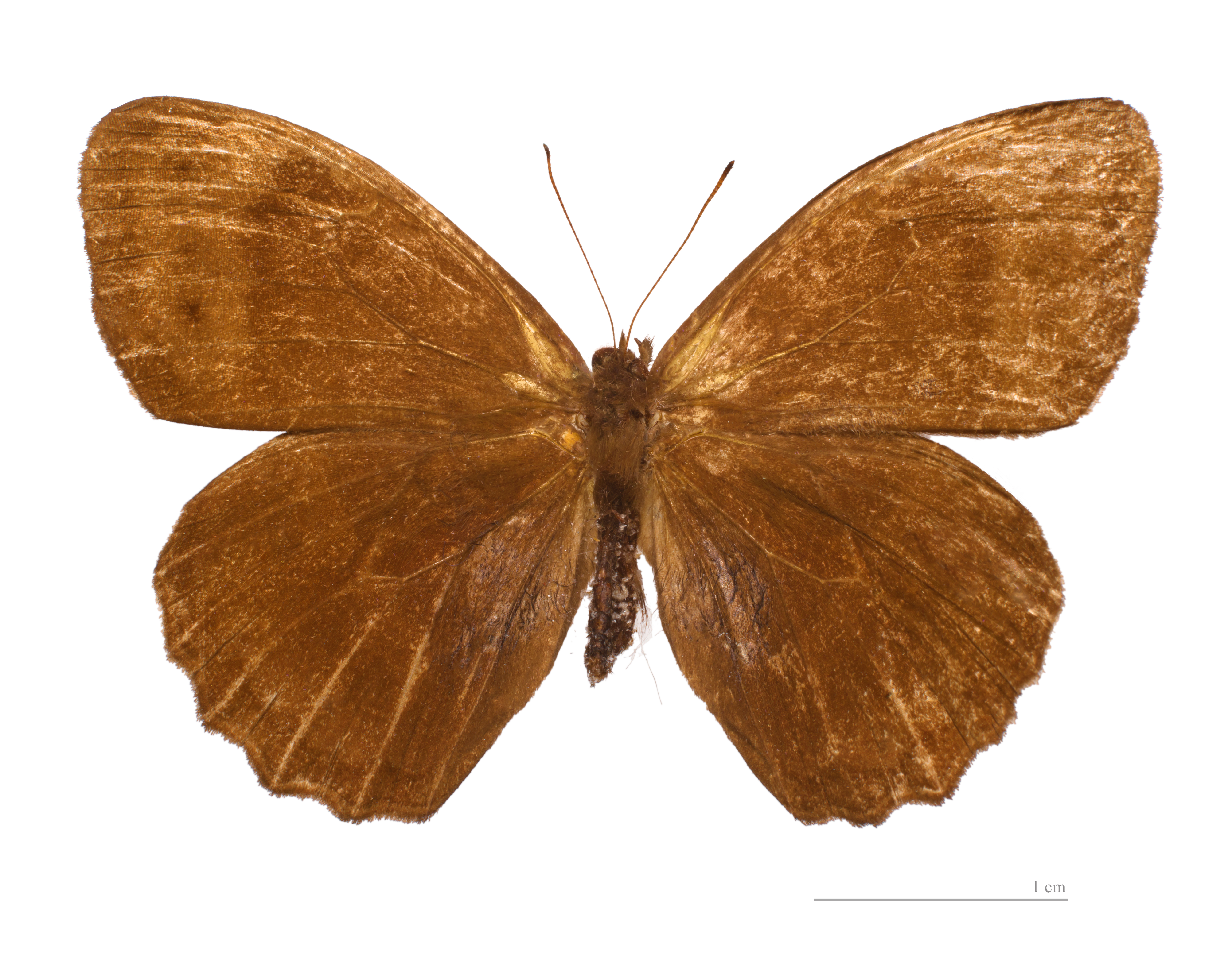
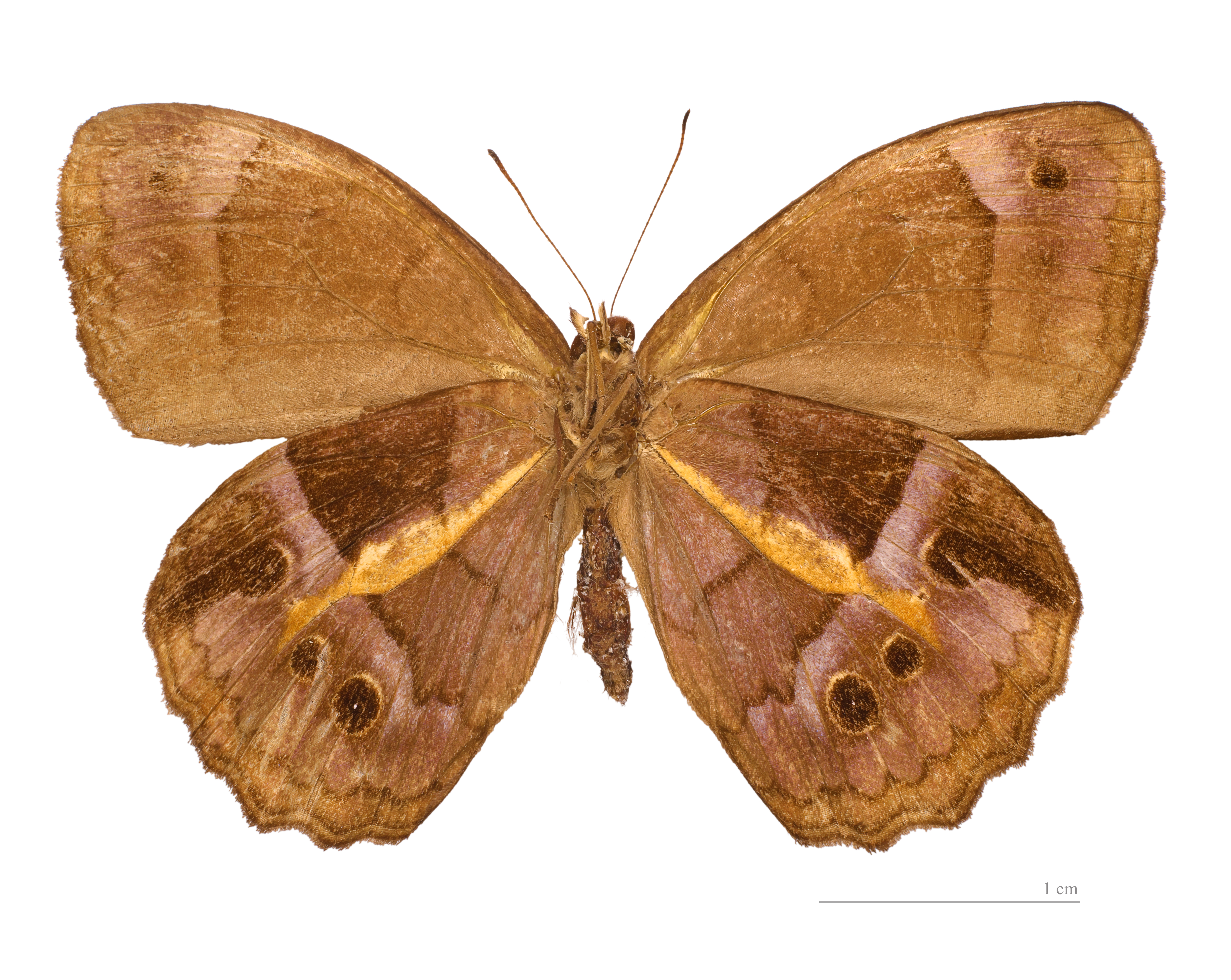
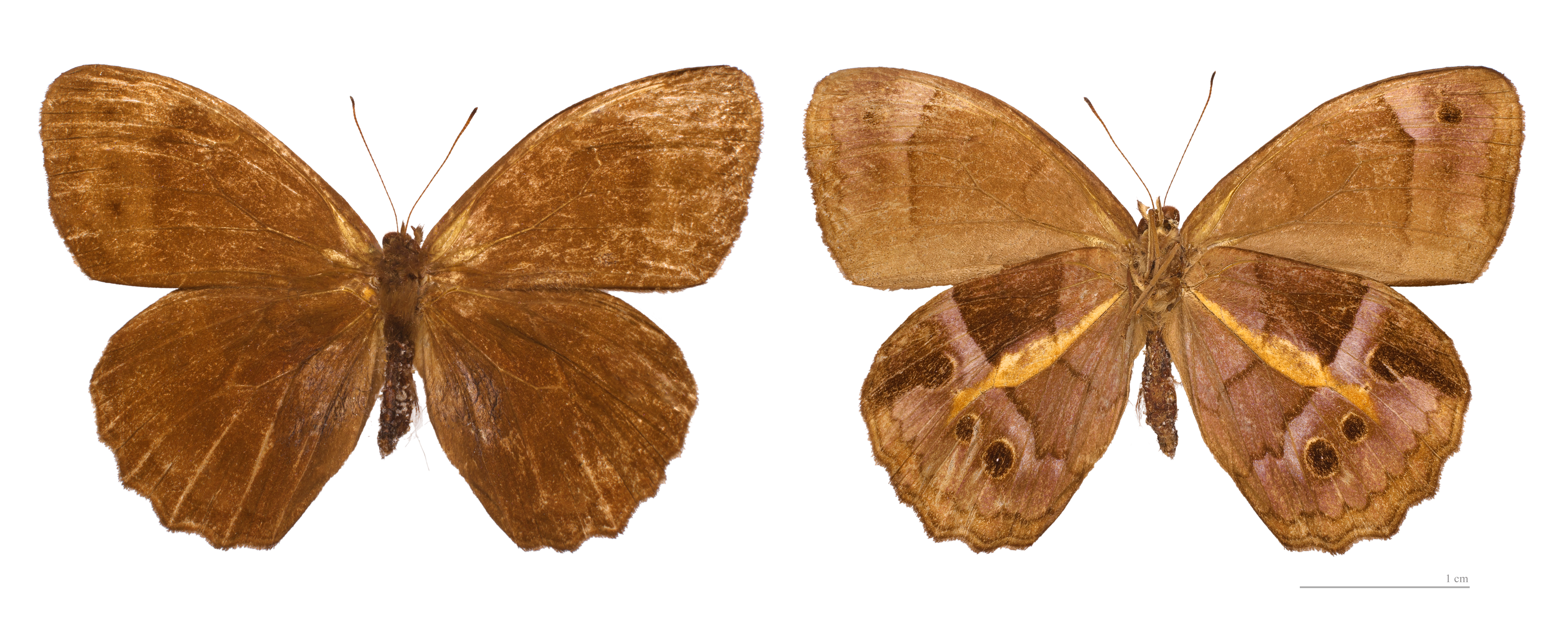
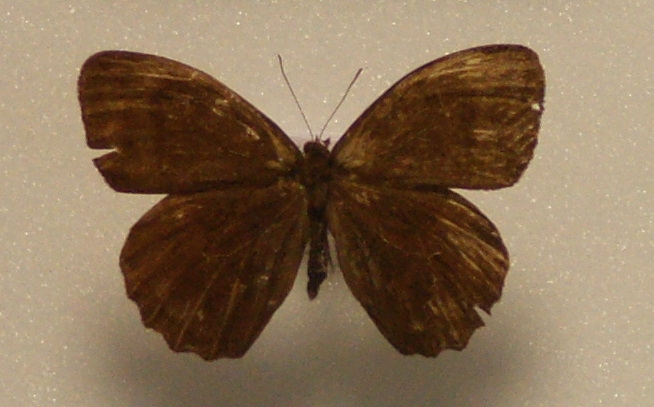